# Krystina Alogbo
Krystina Alogbo (* 20. Januar 1986 in Montreal) ist eine ehemalige kanadische Wasserballspielerin. Sie war 2009 Weltmeisterschaftszweite und 2005 Weltmeisterschaftsdritte. 2007, 2011, 2015 und 2019 gewann sie die Silbermedaille bei den Panamerikanischen Spielen.

## Sportliche Karriere
Die 1,65 m große Krystina Alogbo gewann 2003 mit der kanadischen Mannschaft den Titel bei den Juniorenweltmeisterschaften und wurde als Most Valuable Player des Turniers ausgezeichnet.
Von 2005 bis 2019 war sie Mitglied der kanadischen Nationalmannschaft. Bei der Weltmeisterschaft 2005 in Montreal unterlagen die Kanadierinnen im Halbfinale den Ungarinnen. Im Spiel um den dritten Platz siegten sie mit 8:3 über die russische Mannschaft. Zwei Jahre später belegten die Kanadierinnen den sechsten Platz bei der Weltmeisterschaft 2007 in Melbourne. Einige Monate später standen sich im Finale der Panamerikanischen Spielen in Rio de Janeiro die Mannschaft aus den Vereinigten Staaten und die Kanadierinnen gegenüber, das US-Team siegte mit 6:4.
Bei der Weltmeisterschaft 2009 in Rom gewannen die Kanadierinnen das Halbfinale mit 8:7 gegen die Russinnen. Alogbo warf in diesem Spiel zwei Tore. Im Finale gegen die Mannschaft aus den Vereinigten Staaten unterlagen die Kanadierinnen mit 6:7, wobei Alogbo und Dominique Perreault je einen Treffer erzielten, Emily Csikos warf vier Tore. Zwei Jahre später wurden die Kanadierinnen Achte der Weltmeisterschaft in Schanghai. Bei den Panamerikanischen Spielen 2011 in Guadalajara trafen im Finale erneut die Mannschaften aus den Vereinigten Staaten und aus Kanada aufeinander. Das Spiel endete 8:8 und wurde im Penaltyschießen entschieden, das US-Team siegte mit 19:18. Alogbo wurde 2011 vom Fachmagazin Swimming World zur Wasserballspielerin des Jahres gekürt.
2013 belegte die kanadische Mannschaft erneut den achten Platz bei der Weltmeisterschaft in Barcelona. 2015 war Toronto Austragungsort der Panamerikanische Spiele 2015. Im Finale standen sich die Teams aus den Vereinigten Staaten und aus Kanada gegenüber. Diesmal siegte das Team aus den Vereinigten Staaten mit 13:4, einen der kanadischen Treffer im Finale warf Krystina Alogbo. 2017 erreichten die Kanadierinnen bei der Weltmeisterschaft in Budapest durch einen 6:4-Sieg über die Ungarinnen das Halbfinale. Nach Niederlagen gegen die Spanierinnen und gegen die Russinnen belegten die Kanadierinnen den vierten Platz. Zwei Jahre später belegten die Kanadierinnen den neunten Platz bei der Weltmeisterschaft in Gwangju. Bei den Panamerikanischen Spielen 2019 in Lima gewann das Team aus den Vereinigten Staaten mit 24:4 gegen Kanada.